# Ḩājjī Moşayyeb
Ḩājjī Moşayyeb (persiska: حاجی مصّیب) är en ort i Iran.   Den ligger i provinsen Östazarbaijan, i den nordvästra delen av landet, 500 km väster om huvudstaden Teheran. Ḩājjī Moşayyeb ligger 1 274 meter över havet och antalet invånare är 102.
Terrängen runt Ḩājjī Moşayyeb är platt åt sydväst, men åt nordost är den kuperad. Terrängen runt Ḩājjī Moşayyeb sluttar västerut.Runt Ḩājjī Moşayyeb är det ganska tätbefolkat, med 90 invånare per kvadratkilometer. Närmaste större samhälle är Bonāb, 13,2 km norr om Ḩājjī Moşayyeb. Trakten runt Ḩājjī Moşayyeb består till största delen av jordbruksmark.